# Anyphaena tuberosa
Anyphaena tuberosa là một loài nhện trong họ Anyphaenidae.
Loài này thuộc chi Anyphaena. Anyphaena tuberosa được Frederick Octavius Pickard-Cambridge miêu tả năm 1900.